# Det Østsibiriske Hav
Det Østsibiriske Hav (russisk: Восто́чно-Сиби́рское мо́ре, tr. Vostótjno-Sibírskoje móre) er havområdet ud for den østsibiriske kyst mellem Nysibiriske øer og Wrangeløen. Østsibiriske hav regnes som et randhav til Ishavet.
Det Østsibiriske hav er et grundt sokkelhav med største dybde 155 m. 70 % af havet har dybder mindre end 50 m. Kystene er lave. Gennemsnitlig lufttemperatur er omkring 0 °C om sommeren og ned mod -30 °C om vinteren. Den største havn er Pevek.
Havet har drivis året igennem, men er sejlbart om sommeren. Allerede i 1600-tallet krydsede russiske søfarere havet. I 1648 sejlede Semjon Dezjnjov og Fedot Aleksejev langs kysten fra mundingen af Kolyma til Beringstrædet.